# Río Azguek
El río Azguek (en ruso: Азгек) es un río del Gran Cáucaso en el distrito de Karacháyevsk de la república de Karacháyevo-Cherkesia del sur de Rusia. Es un afluente del Muju y este del Teberdá, que desemboca en el río Kubán.

## Curso
El río nace en la estribaciones al nordeste del monte Azguek. Su curso de 7.3 km desciende por un valle de alta montaña en dirección predominantemente norte hasta llegar a la orilla derecha del curso medio del río Muju, afluente del Teberdá.

## Historia
Los yacimientos Muju 3 y 4 se hallan en el área de la desembocadura del Azguek.

### Muju 3
En la orilla, muy por encima del río, frente al valle del río Azguek, hay restos bien conservados de un pueblo de mampostería típica alania, descritos por el profesor Tushinski en 1968. Toda la zona circundante está cubierta de acervos culturales. La presencia de un gran manantial arriba proporcionaba la posibilidad de riego. La pendiente está bien iluminada por el sol.

### Muju 4
En el valle del río Azguek, en la desembocadura, se encuentraron los restos de un asentamiento. La altura es de unos 1600 m.